# Charlotte Asprey
Charlotte Asprey är en brittisk skådespelare inom teater, film och TV. Asprey har bland annat spelat i The Rose Garden på Union Theatre, medverkat i TV-serien Elizabeth I och i filmen The Oxford Murders.